# Люблинский угольный бассейн

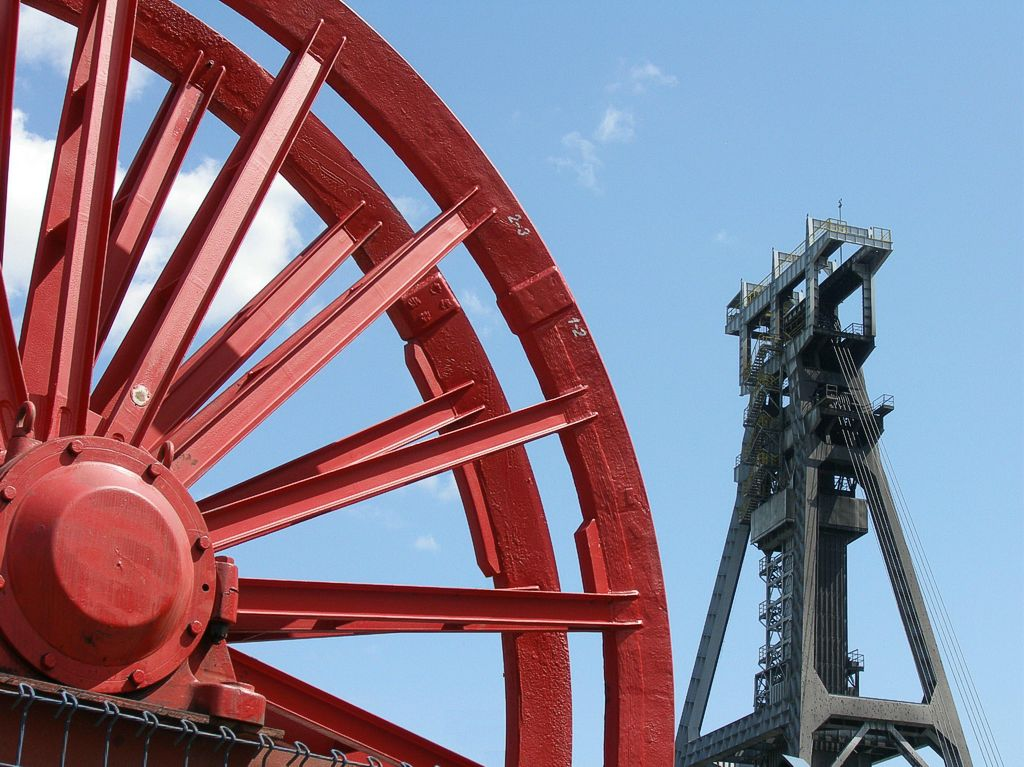
Шахта «Богданка»

Лю́блинский у́гольный бассе́йн (пол. Lubelskie Zagłębie Węglowe, LZW) — один из наиболее известных разрабатываемых бассейнов, на юго-востоке Польши, в Люблинском воеводстве, в Люблинском Полесье и на Люблинской возвышенности, у государственной границы с Украиной и Белоруссией. По геологическим запасам (40 млрд т) в 10—15 раз превосходит составляющий его восточное продолжение Львовско-Волынский каменноугольный бассейн, который занимает северо-западную часть Львовской и юго-западную область Волынской областей на западе Украины. Добыча угля подземным способом — с 1982 года. 
Из-за недавнего открытия и вследствие сложных геологических условий каменный уголь в Люблинском бассейне разрабатывается с 1982 года на одной шахте — «Богданка», расположенной в северо-восточной части бассейна, в гмине Пухачув.  Балансовые ресурсы — около 800 млн т. Толщина вскрыши — около 700 м. Владельцем шахты является компания Lubelski Węgiel „Bogdanka” S.A. В свою очередь 65% акций (2022) компании принадлежат польской энергетической компании Enea SA, которой принадлежат ТЭС «Козенице» в селе Сверже-Гурне, на берегу Вислы, в Мазовецком воеводстве и ТЭС «Поланец» в селе Завада, на берегу Вислы, в Свентокшиском воеводстве.
Уголь используется в основном как высококачественное энергетическое топливо для производства электроэнергии, тепла и производства цемента. Потребителями являются, в основном, промышленные предприятия, в основном предприятия, работающие в сфере энергетики, расположенные в восточной и северо-восточной Польше.

## История
Первооткрывателем Люблинского бассейна является Ян Самсонович (1888—1959). В 1931 году он представил и в 1932 году опубликовал труд «О возможном присутствии карбона в западной части Волыни», в котором представил концепцию о распространении продуктивного карбона в западной части Волыни, в бассейне верхнего течения реки Буг. Представления Яна Самсоновича послужили основанием для организации польским концерном тяжелой промышленности в 1937—1939 годах поискового бурения на уголь в пределах Львовского воеводства. В 11 из 13 пробуренных скважин был вскрыт карбон и в его составе обнаружены угольные пласты рабочей мощности. Работы были прерваны с нападением Германии на Польшу.
В 1964 году были продолжены поиски продуктивного карбона, в результате которых открыт Люблинский угольный бассейн.
За открытие и документирование Люблинского угольного бассейна в 1972 году сотрудники Геологического института ПНР Юзеф Пожицкий, Кароль Бойковский, Александер Яхович, Здзислав Дембовский и Ян Самсонович (посмертно) получили Государственную премию ПНР 1-й степени.
Работы по вскрытию угольного месторождения, предпринятые в 1975 году экспериментально-эксплуатационной шахтой К-1 в местности Богданка, встретились с совершенно другими геологическими и гидрогеологическими условиями, чем в двух остальных польских угольных бассейнах — Верхнесилезском и Нижнесилезском. При этом обстановка не была детально разведана и, как оказалось, немного труднее, чем предполагалось.

Шахта «Богданка»
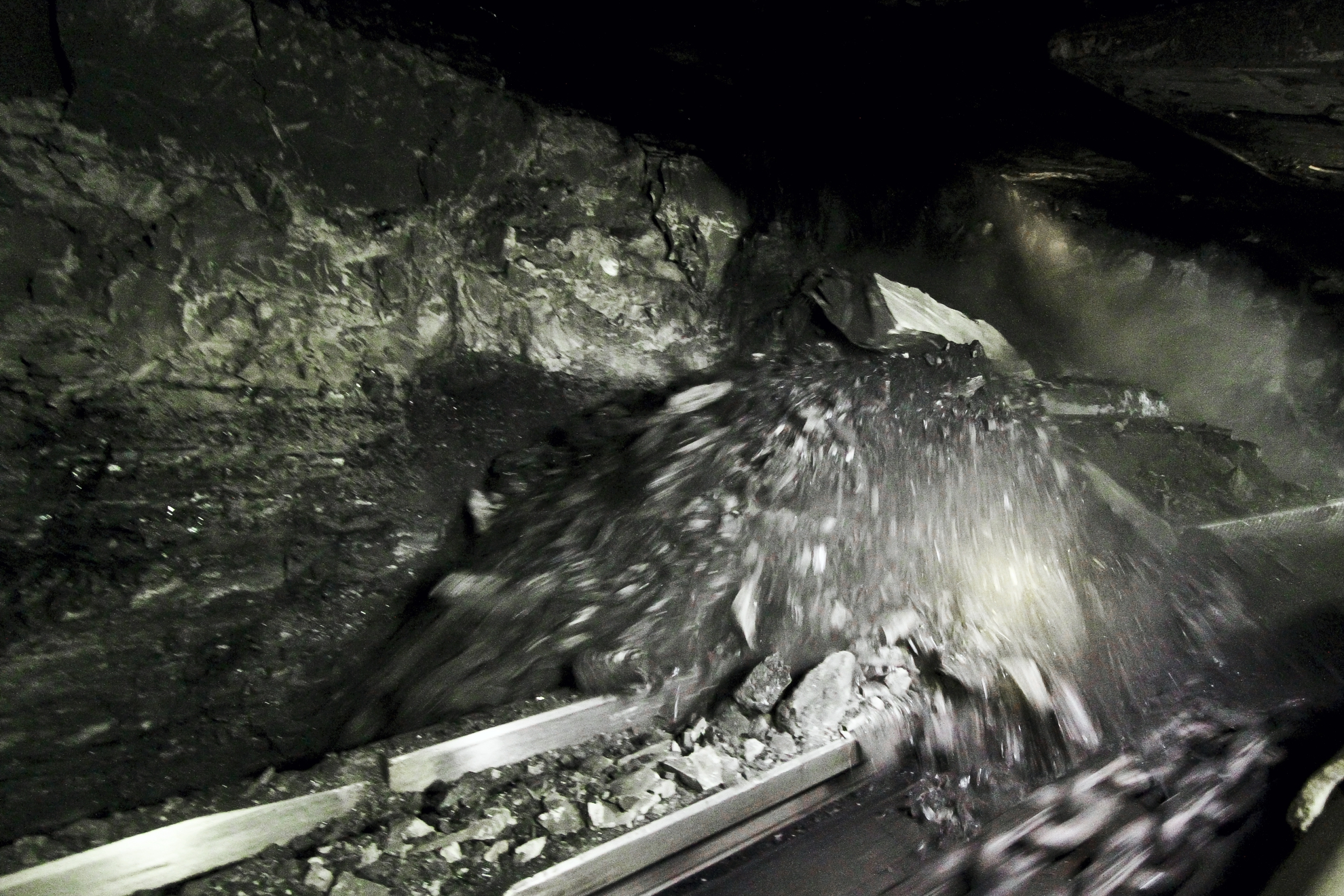
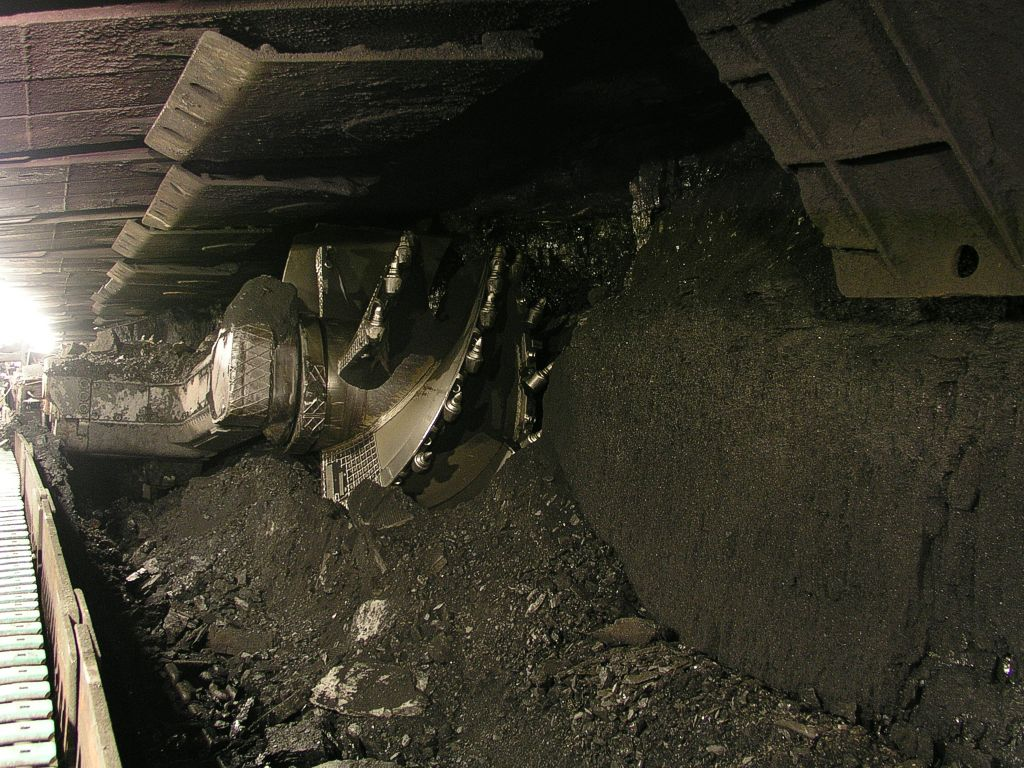
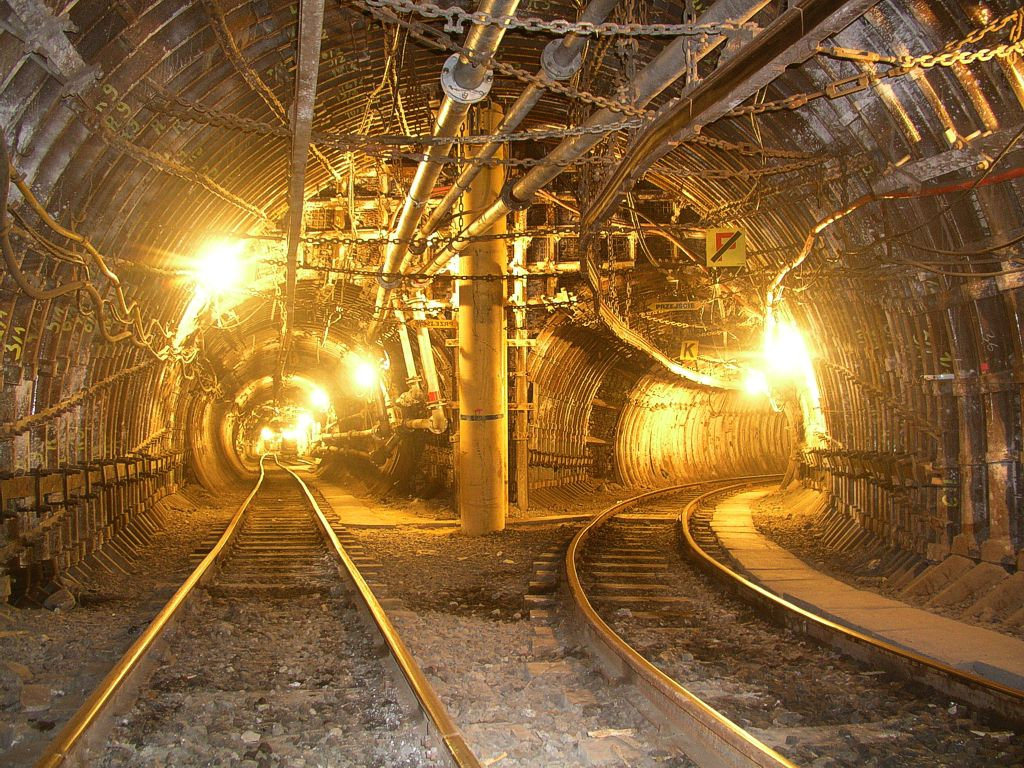

- Шахта «Богданка»[англ.]